# Kürti Aūdany
Kürti Aūdany är ett distrikt i Kazakstan.   Det ligger i oblystet Almaty, i den sydöstra delen av landet, 800 km söder om huvudstaden Astana.